# Bikfalvi református templom

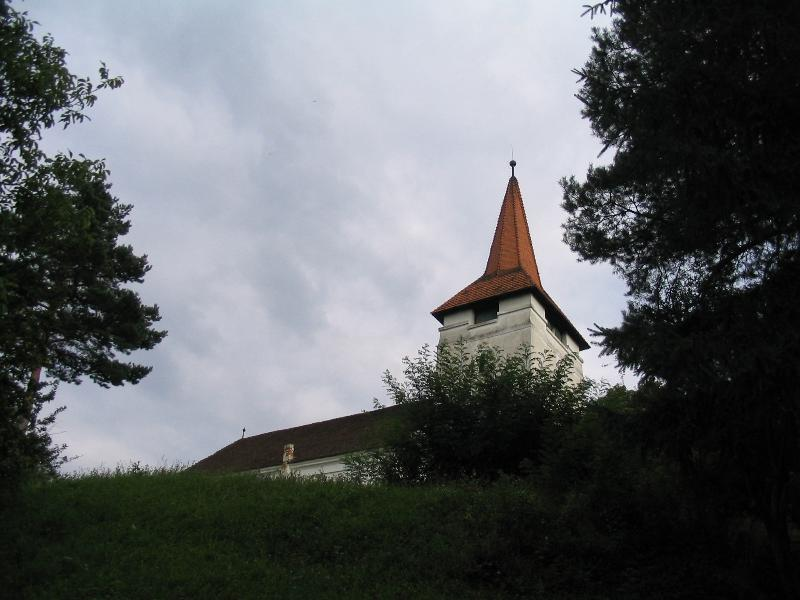
Bikfalvi református templom

A bikfalvi református templom a Bodzai-hegyek lábánál, Barcaság és Háromszék határán elterülő  falu fölött lévő magaslaton emelkedik. Az erődített  műemléktemplom, egyike Székelyföld legszebb templomainak. Románia műemlékeinek jegyzékében a CV-II-a-A-13148 sorszámon szerepel.

## A templom története
Az egyházközséget először az 1332. évi pápai tizedjegyzékben említették. 
1477-ben Bykfalva, 1508-ban Bikfalva néven szerepelt a korabeli dokumentumokban. 
Egyházi források szerint a  bikfalvi   református tornyos templomvár  1450-1501 között  épült. A  román-kori templom hajóját és szentélyét még a 15. században lebontották  és gótikus stílusban átalakították.
A tornyát 1768-ban megmagasították és íves-tornácos sisakkal látták el.
A régi gótikus templom helyébe 1863-ban újat építettek, a templom lőréses várfala és védőtornya megmaradt.
Harangját Johannes Neidel szász mester öntötte 1640-ben. Orgonáját  a kézdivásárhelyi Kolonits  István készítette 1861-ben. 
A templomot 1889-ben és 1901-ben javították.
1939-ben Debreczeni László tervei alapján a torony új sisakot kapott, akkor készült el a téglafalba foglalt tornácív is. A második világháború idején a torony felső része megsemmisült, amelyet 1945-ben eredeti formájában állítottak vissza.

## A templom leírása
Az egykori bikfalvi erődített műemléktemplom szentély-hajó-torony térrendszerű épület volt, amelyből ma részben a torony őrzi eredeti formáját. 
Az 1863-ban újjáépített  templom nyugati homlokzata előtt gúlasisakos, középkori eredetű torony  áll. A templom nyeregtetővel fedett. Az északi oldalon két félköríves, a déli oldalán négy félköríves ablak kapott helyet, ugyancsak a déli oldalon van a portikuszos bejárat.
Hajója síkmennyezetes, az orgonakarzat félköríves árkádon nyugszik. Berendezéséből említésre méltó kehely alakú kő szószéke.
Az 1640-ben öntött  harang felirata:
„O REX GLORIE JESV CRISTIE VENI CVM PACE IO HANNES NEIDEL BRAS(OVIEN...)”
„Bikfalui. Az Istennek Dicziretire CZINÚTATVK EZ HARANGOT 1640.M.V.”
A cinterem bejárata a toronytól délnyugati irányba egy faragott faoszlopok által tartott tetőzet alatt nyílik.

## A templom tornya
A templomvár látványos részét a megyében is egyedülálló 20 méter magas tornya képezi. Az ajtóküszöbtől számított 13 méter magasságig a torony falai a 15. században épültek.
A terméskőből felrakott oldalfalainak vastagsága 1,50 méter. A földszinti rész késő gótikus belső tere terjedelmes. Fiókos dongaboltozatát kettősen hornyolt terrakotta bordák hálózata díszíti.
A kiszélesedő torony alsó részét  két méter magasságig nem borítja vakolat. A nyugati oldalon, a délnyugati sarokhoz közel néhány kövön 17. század végi évszámos-monogramos vésett felirat olvasható.
A torony és a templom találkozásánál az északi és a déli falon egy-egy későbbi támpillér található. A toronyba a nyugati oldalon  egy ajtó nyílik. A toronyaljnak megmaradt a késő gótikus boltozata.
Vaskos falait déli, nyugati és északi irányba emeletenként egy-egy keskeny magas lőrés töri át. A  második emelet fölötti 3,5 méter magas szint a 18. században épült. Fölötte 2,5 méternyi rész téglából épült és magába foglalja  a 18. századi toronymagasítás tetőszerkezetének  tornácos részét, amelynek tartóoszlopait íves ácsszerkezet köti össze.
Két tartóoszlopon A.T.1768. felirat olvasható. 
A legfelső szint 1863-ban épült, ugyanakkor készült a toronysisak is, amelyet 1939-ben a Debreczeni László által tervezett, ma is álló kupolával cseréltek fel.

## A templom várfala
A templomot és a tornyot övező védőfal szabálytalan kör alakú, amelyet az új templom építésekor keleti irányba  törtvonalú falrésszel bővítettek ki.
A  toronytól délnyugati irányba van a cinterem bejárata, amely  a faragott faoszlopok által tartott tetőzet alatt helyezkedik el.
Északra a torony előtt 130 cm vastag kőfal húzódik. Három lőrésének 110x90 cm  nyílású fülkéje az udvarról elérhető magasságban található. A 15 méter hosszúságú helyenként 1,20 méter szélességű  vaskos falszakasz egy beugrással 90 centiméterre keskenyedik és ebben a vastagságban keríti a templomot.
Az északi és a déli oldalon nincs több lőrés. A falakat kívülről pillérek erősítik. A védőfal magassága a torony előtt a legnagyobb.
A várudvar bejáratától nyugati irányban a középkori várfal egy része még eredeti formájában áll. További részei az új templom építésekor semmisültek meg.

## Külső hivatkozások
- Uzon község honlapja.